# Perényi István (tárnokmester)
Perényi István (15. század) magyar főúr, zempléni főispán, királyi asztalnokmester és tárnokmester, a Perényi család nádori ágának tagja.

## Élete
Perényi János tárnokmester és Felesége Kórógyi Katalin legidősebb fia. Történeti forrásokban először 1430-ban tűnik fel a neve 1459-ben zempléni főispánként említik és február 10-én ott volt azon főurak között, akik Mátyásnak hűségesküt tettek. Ezek után egy időre visszavonult és nem vett részt országos ügyekben, a husziták által elfoglalt váraik ügyében sem ő, hanem anyja próbált eredményt elérni (Két levelet is írt Bártfa városának, az elveszett sárosmegyei Újvár ügyében). Kapcsolata a Hunyadi családdal és Mátyással kezdetben kiegyensúlyozott volt, azonban hamar elmérgesedett. Kezdetben támogatta Mátyás harcait Giskra és a husziták ellen, melyet a király asztalnokmesteri kinevezéssel jutalmazott. 1463-ban ott volt Székesfehérváron, a Frigyessel kötött béke aláírásakor, 1464. április 3-án. 1464-ben részt vett Mátyás koronázásán.
1465-ben azonban egy birtokperben bűnösnek találták hatalmaskodás vádjában (Szilágyi Erzsébet birtokait foglalták el) és fő-és jószágvesztésre ítélték, melyből a fővesztés vérdíjjal megválthatta. Ugyanebben az évben, 1465. szeptember 3-án említik utoljára asztalnokmesterként (1466. január 2-án, korábbi asztalnoktársa, Báthory László már egyedül szerepel). Ezután rövid ideig nem volt udvari pozíciója, ebből arra következtetnek, hogy részt vett az 1467-es erdélyi felkelésben, melyben nemes főurak lázadtak fel megadóztatásuk ellen. A következő évben a király az ítéletet visszavonta, Perényi családi birtokait visszakapta, sőt udvari tisztséget is nyert, 1468-1469-ben lovászmester volt.
Feltételezések szerint ekkoriban még hűséges Mátyáshoz. A következtetés alapja az, hogy míg az 1468-as országgyűlés rendeleteinek aláírói között nem találkozni Perényi nevével, addig az 1470-es már igén, bár országos méltóságot akkor már nem töltött be. Ez azért is jelentős mert a következő évben összeesküvést szőttek a király ellen az elégedetlen főurak, (vezetőjük Vitéz János) akik Szent Kázmér lengyel herceget (IV. Kázmér lengyel király fiát) hívták meg a magyar trónra. Mátyás híveinek nagy részét elvesztette. Perényi 1471. szeptember 18-án szerepelt azon főurak között, akik hűség nyilatkozatot tettek a királynak. Tringli István szerint Perényi végig hű maradt a királyhoz. Érvelése szerint nem akart testvére, Miklós sorsára jutni, aki nyíltan a lázadók mellé állt és átengedte sztropkói várát Kázméréknak. Másrészt október 29-én fogadni kellett volna a Felvidékre (Sáros) érkező lengyeleket, majd gyors fordulattal újra Mátyás bizalmába kellett volna férkőznie, hiszen 1471. december 17-én már tárnokmesterként - mely tisztséget a lázadó Rozgonyi Rajnáld leváltása után foglalt el-írt levelet füzéri várából, melyben rosszallását fejezte ki Bártfa városának, amiért az a lázadókat támogatja.
A félreértést későbbi történetírók pontatlanságával magyarázza, akik kritika nélkül vették át Nicolai Istvanffi: Historiarum de rebus Ungaricis libri XXXIV...Vindobonae című 1758-ban keletkezett művében írtakat. Emellett arra is felhívja a figyelmet, hogy a kortárs történetírók (Bonfini, Dlugosz, Peter Eschenloer), vagy a XVI. századi Marcin Kromer (1512-1589) sem tesznek az elpártolásáról említést. Emellett a Miklós által átengedett sztropkói váron kívül más Perényi birtok sem szolgálta ki a királyjelölt igényeit, pedig útjuk nagyrészt Perényi földeken vezetett keresztül. Az is beszédes, hogy a lázadó Miklós birtokrészeit ekkor a két másik fivérre (Istvánra és Péterre) írják. 1472 márciusában Budán fegyverszünetet kötöttek a lengyelekkel, azonban a végső rendezés egészen 1474-ig váratott magára. A lengyelek sorozatos portyáinak Mátyás kiküldött hadai (Csupor Miklós, Jaksics Demeter és Tarczi Tamás által vezetett seregek) és a folyamatos tárgyalások (Márk bíboros Szandeci béketerve, tárgyalások Nysaban) után végül az 1474. április 23-án aláírt ófalui egyezmény vetett véget. A békével, amihez Perényi István is hozzájárult, nem csak a két ország nézeteltéréseit rendezték, de a Perényi családban is visszaállt a régi rend; Miklós visszakapta korábbi birtokait (Mátyás még előző év decemberében kegyelmében részesítette).
Tárnokmesterként utoljára 1475. június. 6-án szerepel tárnokmesterként, azt hogy ez volt e hivatalban betöltött utolsó éve nem tudni, mindenesetre 1479-ben már Laki Thuz János tölti be a tisztséget.
Perényi 1479-ben elveszti a sárosi várhoz tartozó jövedelmének egy jelentős részét, ugyanis megfosztják a várhoz tartozó eperjesi vámbeszedésétől. Egy évre rá zempléni főispánként címez egy levelet, azonban a helyzete nemsokára kedvezőtlenebbé vált, hogy pontosan mikor kezdődtek a nézeteltérések arról nem szólnak a források. Tény azonban, hogy 1483. júniusában Kassa levelet írt a bártfa városa tanácsának, melyben kéri őket, hogy a Perényi Miklós elleni panaszokat foglalják írásba, és majd a kassai Kanczlyr Jánosnak, a felső részek harmincadosa továbbítja azt a király felé. A panasz az volt Miklós ellen, hogy megsarcolta a Lengyelország felé vezető úton haladó kereskedőket. Ezért először a király magához hívatta magyarázatért, amit többszöri felszólításra sem teljesített és korábbi viselkedésével sem hagyott fel. Mátyás 1483. július 21-én kelt oklevelében, utasítja Kassa városát Miklós Sztropkói várának mihamarabbi bevételére. Mivel ezzel nem ért célt, októberben bajnai Both Andrást küldte Kassára, hogy intézkedjen, az oklevél 1483. október 7-én kelt. (Ugyanebben az időben István is perbe idézték, mivel Vizsolyban a szántói szüretre menőket annak ellenére akarta megvámolni, hogy erre nem volt felhatalmazása, mikor pedig ezek ellentmondtak megverette őket.) Miután Miklós meghalt (feltehetően Sztropkó ostrománál), István Fülek váránál ágyúszóval fogadta a Lábatlani András által vezetett katonákat királyi katonákat. Mátyás november 15-én kelt utasítása már arról szól, hogy István tovább folytatta addigi tevékenységét és Újvár és Sáros várába idegen katonák behívását tervezi. A Perényiek várai sorra estek el, Sztropkó után Fülek, majd decemberre már Sáros és Újvár is a király kezén volt (Lábatlani ekkor már sztropkói és sárosi várnagy). Ugyanekkor fordítja Mátyás csapatait a Perényiek családi központja, Terebes felé. Ezzel a hadjáratnak vége lett, István vagyonát elkobozták. Halálának pontos ideje nem ismert, de 1487 szeptembere előtt bekövetkezett.

## Családja
Fia, Perényi Imre nádor.
Lánya, Perényi Orsolya Balassa Ferenc horvát-dalmát és szlavón bán felesége volt, aki a mohácsi csatában vesztette életét. Dédunokája, Balassi Bálint költő.